# Пантеровая синица

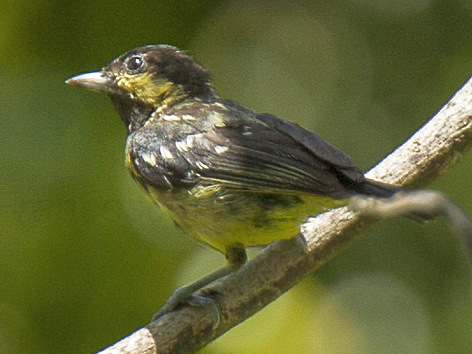

Пантеровая синица (лат. Pardaliparus elegans) — вид птиц из семейства синицевых (Paridae). Выделяют 9 подвидов. Эндемик Филиппин. Ранее данный вид относили к роду Parus, но перенесли в восстановленный род Pardaliparus после публикации подробного молекулярно-филогенетического анализа 2013 года. В базе данных Birds of the World включён в род Periparus.

## Описание
Пантеровая синица достигает длины 11,5-12 см и массы от 12 до 15 г. У взрослых самцов самцов номинативного подвида лоб, макушка (включая область до глаз) и затылок чёрные с голубоватым блеском. На затылке заметно длинное бледно-жёлтое пятно. Щеки, кроющие перья ушей и боковые стороны шеи жёлтые. Мантия черноватая, с широкими и неравномерными беловатыми прожилками, перья на лопатках с желтовато-серыми или белыми кончиками. Спина и надхвостье светло-желтовато-серые, верхние кроющие перья хвоста чёрные. Хвост чёрный, все перья с широкими белыми концами, наружные перья с белой средней частью наружного опахала. Верх крыльев чёрного цвета; средние и большие кроющие перья крыльев с широкими белыми концами; крылышко с узкими беловатыми краями; третьестепенные маховые перья с широкими белыми кончиками; второстепенные и первостепенные маховые перья с тонкими белыми концами (только на внешних опахалах). Подбородок и горло (включая боковую сторону горла до низа щеки) и бока верхней части груди чёрные, образуют нагрудник, перья на нижнем крае которого с бледно-жёлтыми кончиками. Остальная часть нижней части тела жёлтая, более бледная на нижних кроющих перьях хвоста; задние части боков с сероватым оттенком. Подмышечные впадины и нижние кроющие перья крыльев белые с бледно-жёлтой каймой. Радужная оболочка от красновато-коричневой до тёмно-коричневой; клюв чёрный с голубовато-серым основанием; ноги от бледно-голубовато-серого до тёмно-синевато-серого цвета.
Взрослые самки похожи на самцов, но макушка немного менее блестящая; затылочное пятно меньше и тускло-жёлтого цвета; мантия и лопатки зеленовато-серые с широкими коричневато-чёрными пятнами (или с редкими желтовато-белыми пятнами на мантии); светлые кончики хвоста меньше; верхние кроющие крыла более тусклые, а белые кончики меньше; маховые перья с оливково-серой каймой; щеки до кроющих перьев ушей и боковые стороны шеи более светлые и тусклые; нагрудник немного меньше и коричневее, а низ тела бледно-жёлтый. Молодые самцы похожи на взрослых самцов, но макушка более серое, темнее по бокам макушки и в верхней части и сторонам затылка; затылочное пятно меньше и тускло-желтовато-белое; верхняя часть тела зеленовато-серая, края лопаток в более тёмных пятнах; уздечка и щёки тускло-жёлтые; кроющие перья ушей беловатые; нет тёмного нагрудника; нижняя часть тела тускло-жёлтая; подклювье бледно-желтоватое. У молодых самок лоб и макушка серовато-коричневые, затылочное пятно маленькое или слабо выраженное; обычно более крупные тёмные пятна на лопатках; лицо тускло-желтоватое, отсутствует скуловая полоса. Подвиды хорошо различимы по интенсивности и оттенкам окраски, а также по размерам и конфигурации различных участков оперения.

## Вокализация
Позывки включают в себя короткие «sit» или «sit-sit», тонкие «sisisi», и иногда продолжительная трель «siiilililili», затихающая в конце; также назальные «chay» и «si-si-si-tzee-tzee» и ряд мягких свистов «twi-wi-wi-wi-wi-wi, tui-tui-tui-tui-tui»; на Лусоне чаще слышны переменные «tweeet chuck-z-chuck-z-chuck-z», и на Минданао у подвида P. e. mindanensis более однообразнные «sweet, sweet, sweet, sweet, sweet» или иногда чередующиеся «chi-bow sweet-zee-sweet-zee-sweet-zee»; на Негросе подвид P. e.albescens издаёт быстрый «swee-zee-swee-zee-swee-zee-zoo». Песня представляет собой «pi-tu, pi-tu, pi-tu» или более длинные и сложные вариации, например, «pi-pi-tu, si-si pi-pi-tu, pi-pi-yu, si-si-si pi-pi-pi-tu»; а также, по-видимому, певучая песня с приглушенными и жужжащими трелями, напоминающая пение канареечных вьюрков (Serinus).

## Места обитания
Естественными местами обитания пантеровой синицы являются густые первичные вечнозеленые леса, сосновые леса, а также вторичные леса и редкие деревья на опушках. Встречается на высоте от уровня моря до 2480 м над уровнем моря.

## Биология
Пантеровая синица охотится обычно парами или небольшими группами до 8 особей; может присоединяться к смешанным стаям с такими птицами как пеночки (Phylloscopus), веерохвостки (Rhipidura) или чернолобый поползень (Sitta frontalis). Активно добывает пищу на средних и нижних ярусах деревьев, а также в кронах небольших деревьев и густых кустарников. В состав рациона входят мелкие беспозвоночные и личинки, семена, немного фруктов.
Биология размножения исследована недостаточно. Описано всего несколько наблюдений: взрослые особи в состоянии размножения в январе—июне; перенос гнездового материала в марте—апреле; птенцы в апреле и молодь в марте—ноябре на острове Лусон, птенцы в апреле и октябре на Минданао. Гнездо сооружается из мха и размещается в отверстии или дупле дерева. Никакой другой информации.

## Подвиды и распространение
Выделяют 9 подвидов:
- Pardaliparus elegans edithae McGregor, 1907 — острова Калаян и Камигин
- Pardaliparus elegans montigenus Hachisuka, 1930 — северо-запад острова Лусон
- Pardaliparus elegans gilliardi (Parkes, 1958) — полуостров Батаан и запад Лусона
- Pardaliparus elegans elegans (Lesson, 1831) — восток и юг Лусона, острова Панай, Миндоро и Катандуанес
- Pardaliparus elegans visayanus Hachisuka, 1930 — остров Себу
- Pardaliparus elegans albescens McGregor, 1907 — острова Тикао, Мастабе, Гимарас and Негрос
- Pardaliparus elegans mindanensis Mearns, 1905 — острова Минданао, Самар и Лейте
- Pardaliparus elegans suluensis Mearns, 1916 — архипелаг Сулу (за исключением острова Бонгао)
- Pardaliparus elegans bongaoensis (Parkes, 1958) — остров Бонгао